# Echó
Echó (latinsky Echo) je v řecké mytologii horská nymfa, oreada, která byla proměněna v ozvěnu. Je totožná s bohyní Ozvěnou ve slovanské mytologii.
Echó byla proslulá svou upovídaností, což jí přineslo velké potíže. Když totiž jednou bohyně Héra byla na stopě záletů svého manžela, nejvyššího boha Dia, zdržovala ji Echó svým štěbetáním tak dlouho, až se Zeus stačil své pronásledovatelky zbavit. Héra potrestala Echó tím, že napříště nesměla sama promluvit, mohla jenom opakovat poslední slova, která řekli jiní.
To poznamenalo tragicky její osud, když se po nějaké době, kterou strávila sama v rozlehlých lesích, setkala s krásným mladým mužem jménem Narkissos. Byl synem nymfy Léiriopé a mořského boha Kéfísa. Echó jím byla unesena a bezhlavě se do něj zamilovala. Ne tak Narkissos – ten byl zamilovaný jenom sám do sebe, dokázal celé dny pozorovat svůj obraz třeba na vodní hladině. O lásku nymfy nestál a ta se pak z nešťastné lásky utrápila. Hořem se pomalu ztrácela, až z ní zbyl jenom hlas, který v horách, lesích i propastech opakuje jako ozvěna, co zaslechne od lidí.